# Matiranga
Matiranga är ett underdistrikt i Bangladesh. Det ligger i den sydöstra delen av landet, 170 km öster om huvudstaden Dhaka.
I omgivningarna runt Matiranga växer huvudsakligen savannskog. Runt Matiranga är det tätbefolkat, med 266 invånare per kvadratkilometer.